# 賈米森·格里爾
傑米森·李·格里爾（英語：Jamieson Lee Greer）是美國的一位律師和貿易官員，現任美國貿易代表。

## 早年生活與教育
他於1998年畢業於加利福尼亞州天堂市的天堂高中。他曾在布魯塞爾傳教兩年。之後他就讀於楊百翰大學、巴黎第一大学、巴黎政治學院和弗吉尼亞大學法學院，並曾經在美國空軍服役為一名法官辯護人，在堪薩斯州和土耳其服役。他曾被派往伊拉克，擔任軍事司法部長。

## 事業
離開空軍後，格里爾在專門從事貿易法的私人律師事務所工作，包括Skadden,Arps,Slate,Meagher & Flom LLP。他曾代表美國鋼鐵公司對中國提起訴訟。他是 King & Spalding律師事務所國際貿易合夥人。

### 貿易代表辦公室主任
格里爾在2017年至2021年間擔任貿易代表羅伯特·萊特希澤的幕僚長。格里爾曾參與了與中國的貿易談判，以及與加拿大和墨西哥重新談判北美自由貿易協定。

### 貿易代表
2024年11月26日，他被美國當選總統唐納·川普提名在第二次特朗普內閣中擔任美國貿易代表。2025年2月26日，參議院以56票對43票確認了格里爾。

## 經貿立場
格里爾對中國的經貿立場強硬，他認為對抗中國的貿易政策是美國的「世代挑戰」。格里爾強調美國需要與中國「戰略性脫鉤」，低估中國帶來的威脅，美國將付出更大代價。他指出美國要抵禦中國的不公平貿易行為，同時防止中國的軍事及科技佔據主導地位。他支持與英國、肯亞、菲律賓和印度等國家達成貿易協議，以對抗中國，並恢復美國製造業基礎。